# 松本市立渕東保育園
松本市立渕東保育園(まつもとしりつえんどうほいくえん)は長野県松本市にある公立の保育所である。

## 概要

### 施設
広々とした園庭があります。園庭には遊具と大きなイチョウの木があります。家庭的な雰囲気な保育室で子供たちがのびのびと生活しています。

### 信州型自然保育認定園
近所の畑を借りて野菜を育て収穫したり、自然インストラクターによる自然保育の実施や信州ツキノワグマ研究会による、クマ学習会の実施を行っている。これらの活動から2021年に信州型自然保育認定園に認定されました。

### 定員
- 未満児　18人
- 3歳児　20人
- 4歳児　30人
- 5歳児　30人[3]

## アクセス
- アルピコ交通上高地線渕東駅より徒歩1分

## 周辺施設
- 渕東駅
- 波多神社
- 田村堂
- 波田堰